# Colonia (album)
Pour les articles homonymes, voir Colonia (homonymie).
Albums de A Camp
A Camp
(2001) Covers EP
(2009)
Colonia est le deuxième album du groupe A Camp, sorti en 2009. Deux singles en ont été extraits, Stronger Than Jesus et Love Has Left the Room.

## Liste des titres
Toutes les chansons de l'album sont créditées : Nina Persson, Nathan Larson et Niclas Frisk.
| #   | Titre                                                 | Durée |
| --- | ----------------------------------------------------- | ----- |
| 1.  | The Crowning                                          | 3:45  |
| 2.  | Stronger Than Jesus                                   | 3:05  |
| 3.  | Bear on the Beach                                     | 4:11  |
| 4.  | Love Has Left the Room                                | 3:39  |
| 5.  | Golden Teeth and Silver Medals (feat. Nicolai Dunger) | 4:41  |
| 6.  | Here Are Many Wild Animals                            | 3:53  |
| 7.  | Chinatown                                             | 4:43  |
| 8.  | My America                                            | 3:12  |
| 9.  | Eau de Colonia                                        | 0:29  |
| 10. | I Signed the Line                                     | 2:57  |
| 11. | It's not Easy to be Human                             | 2:35  |
| 12. | The Weed Had Got There First                          | 6:39  |

## Classements dans les charts
| Année | Classement                        | Meilleure position |
| ----- | --------------------------------- | ------------------ |
| 2009  | Suède                             | 2                  |
| 2009  | Royaume-Uni (albums indépendants) | 10                 |
| 2009  | Royaume-Uni (tous albums)         | 213                |